# KBO 리그의 역사
이 문서는 KBO 리그의 역사에 대해 설명한다.

## 1980년대

### 1982년
- 서울운동장(동대문야구장)에서 전두환 당시 대통령의 시구와 함께 첫 경기인 삼성 라이온즈 이만수의 한국프로야구 1호 안타와 1호 홈런, 그리고 MBC 청룡의 이종도가 삼성 이선희 투수를 상대로 친 끝내기 만루홈런으로 시작되었다.
- OB 베어스의 박철순이 22연승의 기록을 세웠다.
- 한국시리즈 6차전에서 삼성 라이온즈 이선희 투수를 상대로 OB 베어스의 김유동이 역전 만루홈런을 쳐냈고, 원년 우승을 차지하였다.
- 삼미 슈퍼스타즈는 후기리그에서 5승 35패를 기록하며 역대 기별 리그 최저 승률인 1할 2푼 5리를 기록했다. 삼미 슈퍼스타즈가 이 해 세운 한 시즌 통산 승률 1할 8푼 8리(15승 65패)는 역대 한 시즌 리그 최저 승률 기록이기도 하다.
- 김봉연이 22홈런으로 초대 홈런왕에 올랐다.
- 삼성 라이온즈의 오대석이 프로야구 사상 첫 사이클링 히트를 기록하였다.(1982.06.14)

### 1983년
- 경기장 조명시설 확충으로 정규시즌에 본격적으로 야간경기 편성이 가능해졌다.
- 재일동포와 아마추어 선수들이 대거 KBO 리그에 영입되었다.
- 삼미 슈퍼스타즈의 재일교포 투수 장명부가 한 시즌 최다 승리 기록인 30승을 달성했다. 그러나 장명부는 이 30승 이후 이렇다할 활약상을 보여 주지 못했다.
- OB 베어스의 박종훈이 프로야구 최초 신인왕을 수상했다.
- 해태 타이거즈가 우승했다.
- 이만수가 27홈런으로 홈런왕이 되었다.

### 1984년
- 삼성 라이온즈가 전기리그 우승을 한 후 한국시리즈에서 편한 상대를 맞이하기 위해 져주기 게임을 했다(삼성 정규시즌 우승 1회). 그리고 삼성은 그들이 원한대로 롯데 자이언츠와 한국시리즈에서 붙게 되지만, 최동원의 역투에 밀려 우승의 문턱에서 좌절하고 말았다.
- 롯데 자이언츠의 선발투수 최동원은 전무후무한 한국시리즈 4승(1패)을 기록했다.

### 1985년
- KBO는 규정을 바꿔 전,후기 통합승률 1위 팀은 한국시리즈에 직행하고 전기리그 우승 팀과 후기우승 팀이 플레이오프를 해서 승리한 팀이 한국시리즈에 나가도록 했다. 그러나 1985년 삼성 라이온즈는 김시진, 이만수, 장효조, 김일융 등의 활약으로 전, 후기 우승을 했고(승률 7할이 넘으며, 이는 역대 최다 승률) 1985년은 한국시리즈가 없는 유일한 시즌이 되었다(삼성 정규시즌 우승 2회).
- 삼미 슈퍼스타즈가 이 해 3월 31일부터 4월 29일까지 18경기를 연속으로 패배하며, 한국프로야구 역대 최다 연패 기록을 작성했다.
- 삼미 슈퍼스타즈가 5월 1일에 청보식품으로 구단 경영권이 매각되어, 6월 29일 청보 핀토스로 재창단되었다. 이는 한국프로야구 최초의 구단 매각 사례이다.

### 1986년
- 제 7구단인 빙그레 이글스가 창단하였다.
- KBO는 삼성의 통합 우승에 따라 한국시리즈가 무산되자 제도를 바꿨다. 이에 따라 전기리그와 후기리그에서 2위안에 든 팀은 플레이오프에 오르고 두번 모두 2위 안에 든 팀은 한국시리즈로 직행한다.(이 제도는 88년까지 유지됨) 이에 전기 우승 팀 삼성과 후기 우승 팀 OB가 첫 플레이오프에서 3전 2선승으로 한국시리즈 진출권을 두고 겨루게 됐으며 전후기 모두 2위를 차지한 해태 타이거즈는 한국시리즈로 직행해 플레이오프 승리팀 삼성과 한국시리즈에서 만났다.
- 그 해 해태 타이거즈의 선동열이 24승 6패에 평균자책점 0.99라는 성적을 거두며 팀을 우승으로 이끌었다. 해태 타이거즈로서는 두 번째 우승이었다.

Good

### 1987년
- 삼성 라이온즈는 전, 후기 통합 우승을 달성하지만(삼성의 정규시즌 3회 우승) 규정에 따라 해태 타이거즈와 한국시리즈를 치렀다.
- 해태 타이거즈는 삼성 라이온즈를 물리치고 한국시리즈 우승을 달성하고 이 때부터 해태 타이거즈의 시대가 시작되었다.

### 1988년
- 1986년 창단한 빙그레 이글스가 새로 영입한 김영덕 감독의 지휘 아래 이변을 일으키며 한국시리즈에 진출하지만 우승은 해태 타이거즈에게 돌아갔다.
- 야구회관이 개관되었다.

### 1989년
- KBO는 다시 규정을 바꿔 전, 후기 리그를 폐지하고 단일리그로 바뀌었다.
- 태평양 돌핀스가 김성근 감독을 영입하고, 박정현, 최창호, 정명원의 신인 투수 3총사의 힘에 의해 꼴찌팀에서 플레이오프 진출팀으로 탈바꿈 했다. 그러나 이 해도 해태 타이거즈의 시대였다.
- 해태 타이거즈가 사상최초로 한국시리즈 4연패를 달성했다(정규시즌 우승은 단 1회).

## 1990년대

### 1990년
- 제 8 구단인 쌍방울 레이더스가 초대 감독을 김인식으로 선임하여 창단했다.
- MBC 청룡을 인수한 LG 트윈스가 창단 첫 해, 돌풍을 일으키며 우승을 차지했다. (해체 후 재창단이 아닌 인수 방식이기 때문에 MBC 청룡 시절의 기록 및 역사를 그대로 승계한다.)
- 타격 경쟁에서 해태 타이거즈의 한대화가 소수점 이하 다섯 째 자리인 사까지 가는 접전 끝에 수위타자를 차지했다. 삼성 라이온즈는 87년도에 이어 두 번째로 한국시리즈 4전 전패를 기록하고 말았다.

### 1991년
- 경기수가 126경기로 확대되었다.
- 해태 타이거즈가 6번째 우승을 했다.

### 1992년
- 빙그레 이글스 내야수 장종훈의 시대였다. 장종훈은 한국프로야구 역사상 처음으로 40홈런을 돌파하여 그 해 홈런왕과 MVP를 차지했다.
- 롯데 자이언츠가 17승을 거둔 신인 염종석의 활약과 팀의 근성으로 한국시리즈 두 번째 우승을 했다. 그러나 염종석은 그 해 심한 혹사를 당하여 이후 좋은 성적을 거두지 못했다.
- 빙그레 이글스가 38경기중 30승을 달성하는 기록을 세웠다.

### 1993년
- 김시진, 김재박, 장효조 등의 그동안 한국프로야구를 이끌어 왔던 선수들이 은퇴하지만, 양준혁, 이종범 같은 신예들이 등장하면서 세대교체가 이루어졌다.
- 총 관중이 400만을 돌파했고, LG 트윈스는 홈관중 100만명을 돌파했다.
- 양준혁이 타격 1위, 출루율 1위, 장타율 1위를 차지하고, 신인왕을 수상했다. 해태 타이거즈의 우승으로 이종범은 한국시리즈 MVP를 수상했다.

### 1994년
- 빙그레 이글스가 모그룹의 명칭인 '한화'를 강조하기 위해 한화 이글스로 팀명을 바꾼다.[1]
- 1994년 LG 트윈스의 신인 3인방, 유지현, 서용빈, 김재현의 활약과 이광환 감독의 자율야구에 힘입어 LG 트윈스가 돌풍을 일으키며 그 해 우승까지 차지했다.
- OB베어스 선수 집단 이탈로 윤동균 감독이 자진 사퇴하고 선수단의 대대적인 징계가 내려졌다.
- 태평양 돌핀스가 한국시리즈에 진출하며 돌풍을 일으키지만 LG 트윈스에게 패배했다.
- 태평양 돌핀스의 정명원이 사상 최초로 40세이브를 돌파했다.
- 해태 타이거즈의 이종범이 역대 최다 안타 (196개), 최다 도루 (84개), 100경기 이상 최고타율 (.393)등 타격 5관왕을 획득하며 유격수 최초 시즌 MVP로 선정되었다.

### 1995년
- 프로 야구 역사상 최초로 총 관중 500만명을 돌파, 한국 야구의 전성기였다.
- OB 베어스의 김상호가 첫 잠실 홈런왕에 등극했다.
- OB 베어스가 한국시리즈에서 롯데 자이언츠를 꺾고 13년 만에 우승을 차지했다.
- 1995년 6월 28일 대구시민운동장 야구장에서 역대 두번 째 최다 득점기록이 세워졌다. 삼성 라이온즈와 롯데 자이언츠의 경기였는데, 양 팀이 총 38득점을 했다. 이경기에서 롯데 자이언츠가 삼성 라이온즈를 24:14로 이겼다.

### 1996년
- 현대가 태평양 돌핀스를 420억에 인수하며 현대 유니콘스라는 이름으로 프로 야구에 등장했다.
- 현대 유니콘스의 신인 박재홍이 한국프로야구 사상 처음으로 30-30 클럽에 가입했다.
- 한국시리즈 4차전에서 현대 유니콘스의 선발투수인 정명원이 최초로 한국시리즈에서 노히트 노런에 성공했다.
- 김성근 감독을 영입한 쌍방울 레이더스가 2위에 오르며 돌풍을 일으켰다. 하지만 플레이오프에서 현대 유니콘스에게 2:3으로 패배했다.
- 정규리그 4위였던 현대 유니콘스가 각각 정규리그 2,3위였던 쌍방울 레이더스, 한화 이글스를 이기고 한국시리즈에 진출했다. 하지만 정규리그 1위인 해태 타이거즈에게 2승 4패로 졌고, 해태 타이거즈는 8번째 우승을 차지했다.

### 1997년
- 해태 타이거즈가 전무한 한국시리즈9회 우승의 대 기록을 세웠다.
- 해태 타이거즈의 이종범이 프로 야구 최초로 30-60의 대 기록을 세웠다.
- 1997년 5월 4일 삼성 라이온즈가 역대 팀 최다 득점(27점)으로 LG 트윈스를 꺾었다. 이는 역대 최다 점수차 경기(22점)이며 현재까지도 한 경기에서 한 팀이 기록한 최다득점 경기로 남아있다. 당시 LG 트윈스는 삼성 라이온즈의 선수가 사용한 방망이가 압축배트가 아니냐는 문제를 제기하였다. 당시 압축배트는 사용금지 품목이었다. 목공소에서 배트를 절단해 확인한 결과 압축배트가 아님이 밝혀졌다.
  - 같은 날 삼성 라이온즈의 정경배가 역대 최초로 연타석 만루홈런을 기록하였다.
  - 그 날을 전후로 LG 트윈스는 대구 원정 3연전에서 17피홈런 49 실점으로 3연패하게 되었다.
  - 당시 스코어
    - 1997년 5월 3일
      - 삼성 9: 3 LG

    - 1997년 5월 4일
      - 삼성 27: 5 LG

    - 1997년 5월 5일
      - 삼성 13: 1 LG

### 1998년
- 1998년 한국프로야구 역시 IMF 구제금융 사태에 크게 영향을 받았다.
- 해태 타이거즈의 이종범이 4억 5천만엔에 주니치로 이적했다.
- 현대 유니콘스가 인천 연고팀으로는 처음으로 한국시리즈를 제패했다.
- 방콕 아시안 게임에 박찬호를 필두로 한 야구 국가 대표팀, 소위 '드림팀'이 출전하여 금메달을 획득했다.
- 한국프로야구에 외국인선수제도가 도입되었다.
- 타이론 우즈가 외국인선수로는 처음으로 MVP를 차지했다.

### 1999년
- OB 베어스가 모그룹인 '두산'을 강조하기 위해서 두산 베어스로 팀명을 바꾼다. (이후 OB 맥주는 두산그룹에서 독립된다.)
- 1999년 KBO는 단일리그를 드림리그와 매직리그로 나누어 양대리그를 실시했다. 구성은 지난해 리그 성적에 따라 1,4,5,8위(현대·두산·해태·롯데)를 드림리그로 정했고 2,3,6,7위(삼성·LG·쌍방울·한화)를 매직리그로 묶었다.[2] 이에 따라 기존의 동군과 서군으로 구분되었던 올스타전 팀 구성 역시 드림리그와 매직리그로 바뀌었다.
- FA제도를 실시하였다.
- 경기수가 팀당 132경기로 확대되었다.
- 한화 이글스가 데이비스, 로마이어 등 두 명의 외국인 선수와 신구조화로 롯데 자이언츠를 꺾고, 창단 첫 우승을 차지했다. 이후 한화 이글스는 우승하지 못한다.
- 쌍방울 레이더스가 자금난을 이기지 못하고 1999년 정규시즌 끝으로 해체되었다.
- 쌍방울 레이더스가 KBO사상 최다 패를 기록한다.(97패) 또한, 17연패를 하였다.(역대연패2위)
- 삼성 라이온즈의 이승엽은 프로 야구 사상 첫 50홈런을 돌파, 54개의 홈런을 기록했다.
- 현대 유니콘스의 정민태는 정규시즌 20승을 기록함으로 20세기 마지막 20승 투수로 장식했다.

## 2000년대

### 2000년
- 2000년 3월 구단주총회에서 기존의 광역지역연고제에서 도시지역연고제로 전환 결정[3][4]
- 해체된 쌍방울 레이더스의 선수단을 이어받아 SK 와이번스가 창단되었다. (해체 후 재창단이기 때문에 순수 신생팀이 아니다.)
- 2000년 선수협 파동 사건이 연초부터 일어나서 한국프로야구계 전체가 떠들석 했다. 그러나 시즌은 무리없이 치러졌고, 시즌 후 구단과 선수협은 타협에 성공했다.
- 1999년과 마찬가지로 드림리그와 매직리그로 나누어 양대리그를 실시했다. 구성은 지난해 리그 성적에 따라 1,3,5,7위(두산·삼성·현대·해태)를 드림리그로 정했고 2,4,6,8위와 신생팀(롯데·한화·LG·SK)을 매직리그로 묶었다.[5]
- 팀당 경기수가 133경기로 한 경기 늘어났다.
- 중간계투의 가치를 나타내는 홀드 규정이 생겼다, 최초 홀드왕은 현대 유니콘스의 조웅천이 차지했다.
- 2000년 1월, 현대그룹의 추진으로 인천광역시를 연고지로 삼던 현대 유니콘스가 서울특별시로 연고지 이전을 선언하면서 18년간 유지해온 인천 연고권에서 서울로 이전하는 선언을 했다. 그러나 당초 홈 경기장으로 낙점했던 서울 목동 야구장의 시설 미비와 서류 상 절차 과정 등으로 인하여 제2연고지였던 수원시를 임시 연고지로 삼았다.
- 현대 유니콘스가 단일시즌 KBO사상 최다 승을 달성했다.(91승)
- 현대 유니콘스가 인천을 떠난 뒤, 인천광역시 연고의 새로운 제8구단 SK 와이번스가 해체된 쌍방울 레이더스 선수단을 인계하였고, 7개 구단에서 이적해온 선수들을 중심으로 신생 창단되었다. 초대 감독은 강병철 감독이 역임하였다.
- 롯데 자이언츠의 임수혁이 2000년 4월 18일, 잠실 LG전 경기 중 갑자기 쓰러졌다. 임수혁은 식물인간 상태로 있다가 2010년 2월 7일 사망하였다.
- 2000년 시드니 올림픽에서 대한민국 야구 국가대표팀이 3,4위전에서 일본을 꺾고 동메달을 획득했다.
- 현대 유니콘스가 두산 베어스상대로 한국시리즈에서 치열한 접전끝에 4승3패로 우승하였다.
- 처음으로 외국인 선수인 톰 퀸란(현대 유니콘스)이 한국시리즈 MVP로 선정되었다.
- 각 리그간 실력 차이 등으로 양대리그제가 폐지되고 단일리그제가 부활했다.

### 2001년
- KBO는 양대리그를 1998년 이전의 단일리그로 다시 바꾸었다. 이에 따라 올스타전의 팀 구분 역시 1998년 이전의 동군과 서군으로 환원되었다. 쌍방울 레이더스가 해체된 후 창단된 SK 와이번스는 쌍방울이 속해 있던 동군으로 편입되었다.
- SK 와이번스가 마지막으로 숭의야구장을 홈구장으로 사용하는 시즌이다. 다음시즌부터 인천SK행복드림구장을 홈구장으로 사용한다.
- 한국시리즈 역대 최다 우승 팀인 해태 타이거즈가 기아자동차로 구단 경영권이 매각되어 8월 1일 KIA 타이거즈로 팀명이 바뀌었다.
- 롯데 자이언츠의 김명성 감독이 심장마비로 쓰러져 사망했다. 이후 롯데 자이언츠는 치열한 4강 접전끝에 정규시즌 8위를 기록했다. 이후 롯데는 4년연속 꼴찌를 기록한다.
- SK 와이번스의 외국인 선발 투수 페르난도 에르난데스가 탈삼진 215개를 기록하며 외국인 선수 최초로 200탈삼진을 기록한다.
- 정규시즌은 삼성 라이온즈가 압도적인 힘을 보이며 우승했고(삼성 정규시즌 4회 우승), 두산 베어스가 정규시즌 3위를 기록했지만 준플레이오프와 플레이오프에서 한화 이글스, 현대 유니콘스를 차례로 꺾고 한국시리즈 진출해 삼성 라이온즈를 상대로 4승2패로 승리하여 창단 이래 3번째 우승을 달성한다.

### 2002년
- KBO는 수익 향상을 위해 KBOP를 출범한다.
- SK 와이번스가 새 홈구장인 인천SK행복드림구장에서 시즌을 시작한다.
- 롯데 자이언츠에서 우용득감독이 시즌중 성적부진으로 경질되었고, 백인천 감독이 대행으로 부임하였다. 그러나, 롯데 자이언츠는 2002년 정규시즌에 창단 최다 연패(16연패) 기록과 최다패(97패) 기록을 세우고 만다.
- 삼성 라이온즈의 이승엽과 현대 유니콘스의 심정수, SK 와이번스의 호세 페르난데스가 3파전을 놓고 홈런 경쟁을 하였으나, 결국 이승엽이 47개 홈런을 기록함으로써 정규시즌 홈런왕으로 등극하였다.
- 한국시리즈에서는 LG 트윈스와 삼성 라이온즈가 격돌했고, 6차전 9회말 마해영이 끝내기 홈런을 치면서 삼성 라이온즈는 처음으로 한국시리즈를 제패[6]한다.

### 2003년
- 2003년 삼성 라이온즈의 이승엽이 56개의 홈런으로 아시아 홈런 신기록을 세웠다.[7]
- 현대 유니콘스의 이동학이 8승 3패 평균자책점 5.35를 기록하며 신인왕을 수상했다.
- 2003년 SK 와이번스가 창단 첫 준플레이오프 진출을 하였다. 이후 준플레이오프와 플레이오프에서 삼성 라이온즈와 KIA 타이거즈를 꺾고 창단 이후 처음으로 한국시리즈에 진출하였다.
- 2003년 일본 프로 야구에서 돌아온 현대 유니콘스의 에이스 정민태 활약에 힘입어 현대 유니콘스는 정규시즌 우승, 한국시리즈에서 SK 와이번스를 상대로 접전끝에 4승 3패로 우승을 하였다.

### 2004년
- 구원왕의 기준이 구원승과 세이브를 더한 세이브포인트에서 세이브의 개수로 바뀌었다. 그와 동시에 구원왕의 실질적 의미는 최다 세이브로 흡수되었다.
- 병역 비리 사건이 터져 선수들이 구속 수감되는 등 많은 논란을 불러 일으켰다.
- 삼성 라이온즈의 박종호가 39경기 연속 안타기록을 세우며 아시아 연속 안타 신기록을 세웠다.
- 삼성 라이온즈의 배영수는 한국시리즈 4차전에서 10회 노히트노런을 달성하였으나, 팀이 무승부하여 이 기록은 비공인으로 남아 있다.
- 한국시리즈에서 현대 유니콘스가 삼성 라이온즈를 꺾고 우승하며, 2연패와 함께 창단이래로 4번째 우승을 달성한다. 하지만, 그 해의 한국시리즈는 KBO측 운영의 미숙함등으로 3번의 무승부를 기록하였다.

### 2005년
- 2004년 병역 비리 파동으로 인해 주축선수가 대거 빠지면서 팀당 경기수가 133경기에서 126경기로 축소되었다.
- 2001년부터 2004년까지 8위를 기록한 롯데 자이언츠가 전반기에 돌풍을 일으켰다.
- 선동열 감독이 이끄는 삼성 라이온즈는 막강한 투수력을 바탕으로 한국시리즈에서 두산 베어스를 꺾어 한국시리즈 우승하였고, 삼성 라이온즈의 시대를 열었다(정규시즌 우승 6회, V3).
- 한국 야구 100주년 기념으로 모든 유니폼에 기념 패치가 부착되었다.
- 장종훈이 9월 15일 KIA 타이거즈와의 홈경기를 마지막으로 은퇴하였다. 그의 등번호 35번은 한화 이글스 최초의 영구 결번이 되었다.
- 오승환이 삼성 라이온즈에 입단, 그 해 한국시리즈 MVP와 신인왕을 차지했다.
- 손민한이 프로야구 사상 최초로 포스트시즌 진출을 하지 못한 팀에서 MVP를 차지했다.

### 2006년
- 한화 이글스의 류현진이 투수부문 3관왕(투수 트리플 크라운)을 달성하여 신인왕과 최우수 선수상을 동시에 획득하였다.
- 롯데 자이언츠의 이대호가 타자 부문 개인 타이틀 3관왕(타격 트리플 크라운)을 차지하였다.
- 한화 이글스의 송진우가 한국프로야구 역사상 처음으로 통산 200승을 거두었다.
- 삼성 라이온즈의 오승환이 47세이브로 단일시즌 아시아 최다세이브를 기록했다.
- 삼성 라이온즈가 정규시즌 1위를 차지하였고(정규시즌 우승 7회, 해태를 능가), 한국시리즈에서 한화 이글스를 맞아 4승 1무 1패로 승리함으로써 2연패와 함께 창단 이래로 4번째 우승을 달성하였다.

### 2007년
- 한 시즌 누적 총 관중이 400만을 다시 돌파하였다.
- 김성근 감독을 영입한 SK 와이번스가 정규 시즌 1위와 한국시리즈 우승을 차지하였다.
- 현대 유니콘스가 자금난으로 2007년 10월 5일 경기를 마지막으로 해체되었다.
- 양준혁이 처음으로 2,000 안타를 기록하였다.
- 시즌 종료 후, 같은 해 11월에 롯데 자이언츠에는 프로 야구 사상 첫 외국인 감독인 제리 로이스터 감독이 취임하였다.

### 2008년
- 현대 유니콘스가 해체되면서 선수단을 이어받은 우리 히어로즈가 창단하였다.[8]
- 롯데 자이언츠가 정규리그 3위의 성적으로 8년 만에 포스트시즌에 진출하였으나, 4위팀 삼성에게 3연패를 당하여 플레이오프 진출에 실패했다.
- 김성근 감독이 이끄는 SK 와이번스가 한국시리즈 2연패를 달성하였다.
- 우리 히어로즈의 외야수 전준호가 첫 2000경기 출장, 3루타 100개, 18년 연속 두자릿수 도루를 기록하였다.
- 연장제도는 승부가 끝날 때까지 계속하도록 하였다.
- 연장제도 변경의 영향으로 히어로즈와 KIA 타이거즈의 목동경기에서 처음으로 자정을 넘겨 00:50분에 경기가 끝났다.
- 2008년 6월 6일 한화 이글스의 송진우가 프로 통산 첫 2000 탈삼진의 대기록을 달성했다.
- 2008년 6월 12일 KIA 타이거즈와 넥센 히어로즈와의 목동야구장에서 사상 첫 0:49분에 끝나는 무박 2일이 탄생하는 날이었다.
- 2008년 9월 3일 잠실야구장에서 열린 한화 이글스 vs 두산 베어스 경기는 최다 이닝(18회)동안 진행된 끝에 두산이 밀어내기 볼넷으로 1:0으로 간신히 승리를 거뒀다. 이 경기는 5시간 51분동안 진행되었고 0:23분에 정확히 끝났다. 그래서 이후 아무리 무승부가 유지되더라도 무조건 12회말까지만 경기하겠다고 결정했다.

### 2009년
- 온라인 야구 게임 마구마구의 운영업체인 CJ인터넷이 2009년 프로 야구 타이틀 스폰서를 맡게 됐다.
- 무제한 연장전이 폐지되고 연장 12회까지 승부를 내지 못하면 그 경기는 무승부로 처리하는 것으로 제도가 변경되었다.
- 경기수가 기존 126경기(총 504경기)에서 133경기(총 532경기)로 늘어났다.
- 종전의 승률 산정 기준은 승리한 경기 횟수 ÷ (전체 경기 횟수 - 무승부 경기 횟수)였기 때문에 무승부 경기가 승률에 영향을 미치지 않았으나, 이 시즌부터는 승률 산정 기준이 (승리한 경기 횟수 ÷ 전체 경기 횟수)로 변경되어 무승부로도 승률이 떨어지게 된다.
- 플레이오프가 7전4승제에서 5전3선승제로 변경되었다. (한국시리즈는 그대로 7전4승제, 준플레이오프도 그대로 5전3승제)
- 홈런 타구에 대한 비디오 판독이 도입되었다. 이는 상대팀에서 이의를 제기할 경우 중계 화면을 통해 판독한다.
- 5월 9일 삼성 대 LG전(대구)에서 삼성의 양준혁이 통산 최다홈런 기록을 경신(341개)하였고, 7월 14일 대 두산전(대구구장)에서는 프로 야구 사상 최초로 350홈런을 달성하였다. 이전기록은 장종훈(현 한화 이글스 수석코치)의 340개였다.
- 프로야구에서 아무리 비겨도 12회말까지만 야구경기를 하겠다는 약속을 하고도 또다시 무박 2일 경기가 펼쳐졌다. 5월 12일 SK 와이번스와 LG 트윈스와의 잠실야구장에서도 서로 간의 엎치락 뒤치락하는 경기가 펼쳐졌고 9회말에도 LG 트윈스가 많은 득점을 만회해 동점까지 따라붙자 결국 연장전으로 돌입했다. 이 도중에 싸움이 벌어져서 시간은 더 미뤄진데다가 12회초에 SK 와이번스가 6점이나 되는 대량득점을 얻으면서 시간을 엄청나게 끌게 했다. 이런 이유로 결국 SK 와이번스 vs LG 트윈스 경기에서도 또다시 무박 2일 경기가 펼쳐지는 결과를 또다시 낳고 말았다.
- 5월 21일 LG 트윈스와 KIA 타이거즈와의 광주야구장에서 예전에 이미 했었던 무박 2일 경기를 다시 경신하는 일이 벌어졌다. 13대13으로 팽팽히 맞서면서 12회말까지 진행되는 동안 0:30분을 가르키고 있었고 5시간 57분 동안 야구경기를 진행했다.
- 7월 16일 한화 대 롯데전 (사직구장)에서 한화 이글스의 연경흠이 프로 야구 통산 20000번째 홈런 기록의 주인공이 되었다.
- 5월 15일 목동야구장에서 벌어진 LG 트윈스 대 히어로즈의 경기에서 한국프로야구 역사상 1경기 최다 득점기록인 22:17(39득점) 난타전이 펼쳐졌다.LG 트윈스가 22점, 히어로즈가 17점을 올림으로서 LG 트윈스가 이겼다.
- 9월 9일 5,407,000명이 입장하여 95년 5,406,374명을 돌파하는 한국 야구 사상 최다 관중기록을 세웠다.
- 9월 23일 최다 승, 최다 이닝, 최다 탈삼진 등 다수의 1위 기록을 보유한 한화 이글스의 송진우가 은퇴하였다.
- 8월 26일부터 9월 26일까지 SK 와이번스가 19연승(19승 1무 0패)을 기록하면서 아시아 프로 야구 최다 연승 신기록을 세웠다.
- 준플레이오프 1차전에서 이긴팀이 플레이오프를 진출한다는 징크스가 있었으나 1차전을 이긴 롯데 자이언츠가 내리 3연패를 당하면서 두산 베어스가 3연승으로 플레이오프를 진출하여 징크스가 깨졌다. 김동주가 준플레이오프 MVP로 뽑혔다.
- 2009 프로 야구 포스트시즌 플레이오프에서 두산과 SK가 다시 격돌하여 만나 5차전까지 가는 치열한 접전을 펼쳤다. 첫 두 경기는 두산이 승리하였으나, SK가 2경기를 내리 이겨 승부는 5차전까지 이어졌다. 5차전에서는 두산의 김현수가 솔로 선제 홈런을 쏘아 올렸음에도 우천으로 노게임 선언이 되고, 재경기에서는 SK가 대승을 거두며 일명 '리버스 스윕'으로 한국시리즈에 진출한다. 박정권이 플레이오프 MVP로 뽑혔다.
- 2007년, 2008년 챔피언인 SK와 2009년 정규리그 1위 KIA가 한국시리즈에서 맞붙게 되었다. KIA가 홈경기인 첫 2경기를 승리했지만, SK도 홈경기 2경기를 다시 승리하여 치열하게 시리즈가 전개되었다. 5차전에서 이용규의 '개구리 번트'를 이용한 KIA가 승리하였고, 또 6차전은 SK가 승리함으로써 7차전까지 경기가 이어졌다. 10월 24일 한국시리즈 7차전에서 5:5 동점 상황에서 9회말 SK 투수 채병용을 상대로 KIA 나지완의 극적인 끝내기 솔로 홈런으로 KIA가 6:5로 승리하였다. 이로써 KIA는 한국프로야구 출범 이래 첫 10회 우승(정규 7회, 한국시리즈 10회)을 차지하게 되었다.

## 2010년대

### 2010년
- 2월 8일 서울 히어로즈가 타이어 업계회사인 넥센타이어와 2년간 메인 스폰서십을 계약함으로써 넥센 히어로즈로 팀명 변경되었다.
- 2월 18일 넥센 히어로즈 2군 홈경기장이 원당 하이닉스 구장에서 강진 베이스볼 파크로 변경되었고, 2010시즌부터는 남부리그 소속으로 경기를 치르게 되었다. (리그변경: 북부리그→남부리그)
- 4월 9일 부산 사직야구장에서 열린 한화 이글스와 롯데 자이언츠의 경기에서 한화(27개), 롯데(24개)로 한경기 최다안타 신기록을 수립했다. 한화의 27개 안타는 한 팀 한경기 최다안타 타이기록(12회 연장전 15-14 한화의 승리). 한화의 김태완은 8번 출루 개인 최다 출루(4안타,3볼넷, 몸에 맞는 볼 한개, 종전 기록 - 이택근 7번 출루(6안타,1볼넷, 2008년 4월 24일 광주무등경기장 야구장 KIA 타이거즈와의 경기에서 수립).카림 가르시아 개인최다 안타 7개(1홈런 6안타, 종전 기록 6안타 - 김기태, 채종범, 장성호, 양준혁, 이택근). 또한 이날 펼쳐진 경기중 목동에서 펼쳐진 SK 와이번스와 넥센 히어로즈의 경기를 제외하고는 세경기가 모두 연장전을 한 것도 프로 야구 사상 처음 있었던 진기록.
- 4월 14일 광주구장에서 열릴 예정이었던 KIA 타이거즈와 두산 베어스의 경기가 경기 직전에 불어친 눈보라 때문에 취소되었다. 이는 한국프로야구 정규리그 사상 최초의 강설취소 경기이다.
- 4월 30일 SK 와이번스의 박경완이 포수로서는 최초로 개인 통산 300호 홈런을 기록하였다.
- 5월 11일 청주야구장에서 열린 한화 이글스와 LG 트윈스의 경기에서 류현진이 개인 정규이닝 최다 탈삼진기록 달성.(9이닝 5피안타 17삼진 1실점, 승리투수) 17탈삼진 때 타자는 이병규(종전기록 9이닝 16탈삼진 - 이대진, 선동열, 최동원, 13이닝 18탈삼진 선동열). 한화가 3-1로 승리.
- 5월 12일 청주야구장에서 열린 한화 이글스와 LG 트윈스의 경기에서 LG 트윈스의 서동욱이 좌우 연타석 홈런(5회초 안영명 상대 좌타석, 8회초 마일영 상대 우타석) 수립. 개인 2번째와 동시에 한국프로야구 역사상 2번째이다. (첫 번째는 2008년 9월 25일 문학야구장에서 SK 와이번스를 상대로 수립) 이날 한화가 8:7로 승리하였다.
- 5월 30일 프로 스포츠 처음으로 통산관중 1억명을 돌파하여 1982년 시작이후 29년째만의 기록을 달성하였다.
- 8월 14일 롯데 자이언츠의 이대호가 9경기 연속 홈런을 기록하며 연속 경기 홈런 세계신기록을 달성하였다.
- 10월 19일에 SK 와이번스가 삼성 라이온즈를 4연승으로 꺾고 통산 3번째 우승을 달성하였다. SK의 내야수 박정권이 한국시리즈 MVP를 차지하였다.
- 양준혁이 17년의 선수생활을 끝내고 은퇴하였다.
- 이대호는 타율, 출루율, 최다안타, 타점, 득점, 홈런, 장타율 부문에서 1위를 차지하여 한국프로야구 사상 최초로 타격 7관왕을 차지하여 그해 MVP를 차지하였다.

### 2011년
- 1월 11일 제9구단 창단을 위한 1차 이사회가 개최되었다. 하지만 롯데 자이언츠의 반대 의사로 인하여 제9구단 창단 승인이 유보되었다.
- 2월 8일 제9구단 창단을 위한 2차 이사회가 개최되었다. 1차 이사회와 마찬가지로 롯데 자이언츠의 반대가 있었음에도 불구하고 창원시를 연고지로, 엔씨소프트에게 제9구단 창단 우선협상권이 주어지게 되었다. 이로 인해 90년 쌍방울 레이더스 창단 이후 유지되었던 8구단 체제를 21년만에 벗어나 9구단 체제가 시작되었다. 이후 엔씨소프트에서는 김택진 대표를 구단주로 선임하였고, 초대 단장을 3월말까지 선임하고 2012년까지 감독, 코칭 스탭 , 선수단을 구성하여 2012년 퓨처스리그 참여, 2013년 정규리그에 참가하였다. 팀명은 NC 다이노스로 확정되었다.
- 승률 계산 방식이 2009,2010시즌의 (승수/경기수)에서 1982시즌 ~ 1986시즌, 1998시즌 ~ 2002시즌, 2005시즌 ~ 2007시즌에 시행했던 일본식 승률제인 (승수/(승수+패수))으로 환원하였다.
- 4월 16일 대구야구장에서 펼쳐진 두산 베어스와 삼성 라이온즈 경기에서 정수빈이 1루로 뛸 찰나에 대구 구장 자체가 정전이 되었다. 그래서 다음 날로 더블 헤더를 통해서 연기되었다.
- 5월 8일 인천 문학에서 펼쳐진 KIA 타이거즈 대 SK 와이번스의 경기에서 보기 드문 끝내기 트리플 플레이가 나왔다. 이로 인해 KIA 타이거즈가 2:1로 승리했다.
- 6월 17일 잠실에서 펼쳐진 SK 와이번스와 LG 트윈스 경기에서 프로야구 사상 최초 4연속 밀어내기 볼넷, 역대 2번째(종전 기록과 타이) 5타자 연속 볼넷이 나왔다. 이 날 경기는 SK가 6:4로 승리하였다. 당시 투수는 LG 트윈스 임찬규였다.
- 8월 12일 대구 시민구장에서 벌어진 KIA 타이거즈 대 삼성 라이온즈 경기에서 삼성의 마무리 오승환이 세계 최연소(만 29세 28일), 최소 경기(334경기) 200세이브를 달성했다.
- 9월 15일 목동에서 펼쳐진 두산 베어스와 넥센 히어로즈 경기에서 1회말 코리 알드리지 선수가 들어설 때에 1개 스트라이크를 잡자마자 바로 정전사태가 일어났다. 1시간 5분 동안 정전 사태가 일어났으나 이후에 다시 불이 들어왔다. 마침 그 날은 9·15 대한민국 대규모 정전 사건이 벌어졌었다.
- 10월 23일 SK 와이번스가 프로 야구 사상 최초로 5회 연속 한국시리즈 진출이라는 쾌거를 이루었다.
- 10월 31일 삼성 라이온즈가 한국시리즈 4승 1패로 SK 와이번스를 누르고 통산 5번째 우승(정규시즌 8회 우승)을 차지했다. MVP는 삼성 라이온즈 투수 오승환이 차지했다.
- 11월 29일 삼성 라이온즈가 대한민국 최초로 소프트뱅크를 꺾고 아시아시리즈 우승을 하였다. (한국 프로팀 최초, 삼성 5: 3 소프트뱅크)

### 2012년
- LG트윈스의 박현준과 김성현이 승부조작 혐의로 영구제명되었다.
- 프로야구 전광판 표시가 신축구장과 시설교체가 가능한 구장부터 기존 스트라이크 - 볼 - 아웃의 S-B-O 표기에서 국제 기준에 맞게 볼 - 스트라이크 - 아웃의 B-S-O 표기 방식으로 바꿔서 시범운영되었다.
- 시즌 MVP와 신인왕 수상 선정 기준을 패넌트레이스를 기준으로 하였다.
- 경기 개시시간: 주중 18:30 / 주말 17:00, 단 개막2연전과 5월 6일까지 편성되는 경기들중 일요일과 공휴일에 열리는 경기는 오후 2시부터 치러졌다.
- 두산 베어스와 넥센 하어로즈의 개막 두 번째의 경기에서 장단 40안타가 나왔다.
- 4월 10일 NC 다이노스의 2013년 1군 진입 문제와 10구단 창단을 논의하기 위한 3차 이사회가 개최되었다. 하지만 결정이 유보되고 5월 1일 실행위원회를 거쳐 5월 8일 4차 이사회에서 다시 논의하기로 하였고, NC 다이노스의 2013년 1군 진입은 최종적으로 확정되었으나 10구단창단은 유보되었다.
- KIA 타이거즈가 2012년 5월 3일부터 5월 5일까지 3경기 연속 연장전을 치렀다. SK 와이번스와 1차례, 넥센 히어로즈와 2차례.
- 5월 20일 프로야구 사상 최초로 4개구단 모두 스윕을 하는 진기록이 펼쳐졌다.
  - SK-한화(9:3,10:4,13:10)
  - LG-두산(3:2,4:0,7:5)
  - KIA-롯데(4:5,1:6,4:6)
  - 삼성-넥센(6:7,3:10,3:5)
- 5월 26일 이종범이 19년간의 선수생활을 마치고 은퇴했다.
- 8월 14일 삼성 라이온즈의 제 2홈구장인 포항야구장이 개장했다.
- 잦은 비로 인해 9월 14일 광주 무등에서 펼쳐진 롯데 자이언츠 대 KIA 타이거즈 경기가 1년 11개월만에 더블 헤더로 개최되었다. 1차전은 KIA가 롯데를 10:1로 이겼고, 2차전은 12회 연장 끝에 무승부(8:8)로 끝났다.
- 삼성 라이온즈는 정규시즌 2연패(총합 정규시즌 우승 9회)를 하였고, 한국시리즈에서는 사상 최초로 같은 팀이 3년 연속 붙는 결과가 발생하였고, 삼성 라이온즈는 SK 와이번스를 꺾고 3년 연속 한국시리즈 대결에서 2승 1패로 우위에 서게 되었다. 삼성 라이온즈는 통합2연패 및 V6를 달성하였다.
- 12월 11일 한국야구위원회 이사회에서 10구단 창단이 승인되었다.[9] 한때 10구단 창단을 위한 이사회 개최가 지연되면서 선수협의 반발이 극화되어, 선수협이 이 날 개최될 예정이었던 골든글러브 시상식에 불참을 선언하였으나,[10] 이 날 오전 10구단 창단 승인으로 인해 오후 4시 30분 골든글러브 시상식이 정상 개최되었다.

### 2013년
- 제9구단 NC 다이노스가 본격적으로 1군에 합류한다. NC 다이노스는 연고지인 창원시의 지리적 위치에도 불구하고 올스타전에서는 웨스턴 리그(서군)로 편성된다.
- 구단 수가 홀수가 되면서 휴식일이 생겼고, 이러한 문제로 경기수가 128경기로 줄어들었다.
- 1월 11일 한국야구위원회 이사회에서 제10구단 운영 주체를 KT로 선정하였고,[11] 1월 17일 kt 프로야구단의 창단이 최종 승인되었다.[12] 수원 kt 프로야구단은 수원시를 연고로 하여 2015년부터 1군에 진입할 예정이다. 부영그룹은 전라북도를 연고로 하여 10구단 창단 경쟁에 뛰어들었으나 탈락하였다.
- 혹서기(7~8월) 기간동안은 주말, 공휴일 경기 개시시간이 18:00로 늦춰진다.
- 도핑테스트는 2군 리그까지 확대 시행하며 표적검사 인원도 늘린다. 경기장 질서유지를 위해 선수단 및 프런트는 덕아웃 출입시 구단의 로고가 찍힌 옷을 반드시 착용한다.
- 포스트시즌 엔트리는 26명에서 27명으로 늘어났다.
- 7월 16일, LG 트윈스 류택현이 118홀드를 달성함으로써 정우람의 종전 117홀드를 경신하였다.
- 8월 17일, 삼성 라이온즈 안지만이 한국프로야구 역사상 우완투수 최초로 100홀드를 달성했다.
- 10월 2일, 삼성 라이온즈가 프로 야구 사상 최초로 3년 연속 정규시즌 (패넌트레이스) 우승을 차지한다(정규 우승 10회).
- KIA 타이거즈가 광주무등경기장 야구장을 홈구장으로 사용하는 마지막 시즌이다. 다음시즌부터 광주-기아 챔피언스 필드를 홈구장으로 사용한다.
- 11월 1일, 삼성 라이온즈가 한국시리즈 4승 3패로 두산 베어스를 누르고 통산 7번째 우승을 차지했다. MVP는 삼성 라이온즈 외야수 박한이가 차지했다. 삼성 라이온즈는 프로야구 사상 최초로 통합 3연패(한국시리즈 + 정규시즌)를 달성하였다(V7).

### 2014년
- KIA 타이거즈가 새 홈구장인 광주-기아 챔피언스 필드로 이동했다.
- 3월 22일 롯데 자이언츠의 제 2홈구장인 울산문수야구장이 개장했다.
- 외국인 선수 보유가 8구단 (삼성, LG, 두산, KIA, 롯데, 한화, SK, 넥센)은 기존 2명 보유에서 3명 보유에 2명 출전으로, 9구단 NC는 이번 시즌만 4명 보유에 3명 출전이며, 10구단 kt는 2년간 (2015시즌, 2016시즌) 4명 보유에 3명 출전으로 변경되었다. 또한 규정 변경에 따라 같은 포지션에서 세명의 선수를 선발 할 수 없다는 규정에 따라 세명의 투수를 선발할 수 없기 때문에, 모든 팀들은 1명의 외국인 야수를 영입하였다.
- 7월 22일 후반기부터 '심판 합의 판정 제도'라는 이름으로 비디오 판독이 확대되었고, 메이저 리그처럼 최소 1번의 기회가 주어지고 성공시 또 한번의 기회가 주어졌다.
- 삼성이 사상 최초로 4년 연속 통합 우승(정규시즌 우승 11회, V8)을 이루었다. 삼성의 4년 연속 한국시리즈 제패는 해태(현 KIA)의 4년 연속 한국시리즈 제패 기록(1986~1989)과 동률이지만 해태(현 KIA)의 4연패는 정규 1회에 불과한 것이라 삼성 라이온즈의 통합 4연패의 의미는 더욱 크다.
- 삼성의 통합 4연패로 인하여 삼성은 해태왕조, 현대왕조, SK왕조를 뛰어넘은 왕조 또는 제국이라 불리기도 한다. 이러한 평가는 현대, SK 왕조에 비하면 우승횟수가 많으며, 해태왕조에 비하여 2배 가까이 되는 정규시즌 우승횟수와 왕조시절 통합4연패의 삼성과 통합1연패, 한국시리즈4연패인 해태에 비하여 그 업적이 크다는 점이 있다. 또한 삼성은 21세기(2001년 이후)에 이르러 정규시즌 8회, 통합우승 7회, 한국시리즈 진출 10회(2001, 2002, 2004, 2005, 2006, 2010, 2011, 2012, 2013, 2014)에 이르며, SK에 이어 2번째로 5년 연속 한국시리즈 진출(SK는 한국시리즈 5연속 동안 3우승 2준우승, 삼성은 4우승 1준우승)을 하며 명실상부한 21세기 초 최강 팀으로 등극하였다.
- 4강체제의 포스트시즌 마지막해였다. 2015년부터는 4-5위간 와일드카드 결정전 시행으로 5강체제의 포스트시즌이 시작되었다.
- 시즌 종료 후 롯데 자이언츠의 CCTV 선수단 사찰 사건이 터졌다. 인권 문제로까지 가는 등 파장이 컸던 문제였던 만큼 구단 고위직과 프런트, 인사 등의 대대적인 교체가 이루어졌다.
- NC 다이노스가 창단 이후 2014년 한국프로야구 포스트시즌에 사상 첫번째로 진출하였다.

### 2015년
- 이 시즌부터 1군리그 명칭은 KBO 리그 , 2군리그 명칭은 KBO 퓨처스리그로 변경된다.
- 10구단 kt 위즈가 본격적으로 1군에 합류하였다.
- 팀당 경기수가 144경기로 증가하였다.
- 시즌 중반인 7월에 2015년 하계 유니버시아드가 광주광역시에서 열렸다. 2015년 하계 유니버시아드에서는 야구 경기가 열렸고 광주-기아 챔피언스 필드가 경기장으로 사용되었기 때문에 KIA 타이거즈는 해당 기간동안 홈경기를 열 수 없었고, 리그는 계속 참여하였지만 그 기간의 경기는 모두 원정경기로 치러야 했다.
- 외국인 선수 보유가 9구단 (삼성, LG, 두산, KIA, 롯데, 한화, SK, 넥센, NC)는 기존 2명 보유에서 3명 보유에 2명 출전이며, 10구단 kt는 2년간(2015시즌,2016시즌) 4명 보유에 3명 출전으로 변경되었다. 또한 지난 시즌에 이어 이번 시즌에도 외국인 선수 쿼터를 전부 같은 포지션으로 채울 수 없다는 규정에 따라 세 명(kt는 네 명)의 외국인 선수를 전부 투수로 선발할 수 없기 때문에, 모든 팀들은 1명의 외국인 야수를 영입하였다.
- 삼성 라이온즈가 마지막으로 대구시민운동장 야구장을 홈구장으로 사용한 시즌이다. 2016 시즌부터는 대구삼성라이온즈파크를 홈구장으로 사용한다.
- 넥센 히어로즈가 마지막으로 목동야구장을 홈구장으로 사용한 시즌이다. 2016 시즌부터는 고척스카이돔으로 이동한다.
- 포스트시즌에 4-5위팀간의 와일드카드 결정전이 신설되며, 4위팀에게 1승 어드벤티지가 적용되며 5위팀의 경우 2승을 모두 챙겨야 준 플레이오프에 진출할 수 있다는 룰이 적용되었다. 포스트시즌 5강 체제로의 전환을 알리는 시즌이였다.
- 4월, 5월, 8월, 9월에 한하여 일요일에는 오후 2시와 오후 5시로 경기를 나누어 편성되었다. 5경기 중 4경기가 오후 2시에 시작하고, 나머지 1경기는 오후 5시에 열렸다.[13]
- 타이어뱅크와 3년간의 타이틀 스폰서를 체결했다.[14]
- KBO는 웨스턴 리그(서군)와 이스턴 리그(동군)의 명칭의 의미가 퇴색되었다고 판단, 기존 팀 구성은 유지하되 웨스턴 리그는 나눔 올스타로, 이스턴 리그는 드림 올스타로 명칭을 변경하였다. 10구단 kt 위즈는 균형을 맞추기 위하여 드림 올스타로 편성되었다.
- 4월 16일 세월호 침몰 사고 1주기에 열리는 서울종합운동장 야구장(KIA-LG)과 인천SK행복드림구장(넥센-SK), 수원KT위즈파크(두산-kt), 대전한화생명이글스파크(삼성-한화), 사직야구장(NC-롯데) 경기에서는 시구 행사와 치어리더 응원 및 앰프를 사용하지 않기로 했다. 또 경기 전 선수단 전원은 세월호 희생자들을 위한 애도 묵념을 실시한다.[15]
- 5월 21일 삼성 라이온즈가 잠실 두산전에서 KBO리그 최초로 팀 통산 4000홈런을 달성하였다.
- 6월 2일 삼성 라이온즈 안지만이 KBO통산 150홀드를 KBO리그 최초로 기록했다.
- 6월 3일 삼성 라이온즈 이승엽이 KBO리그 최초 개인통산 400홈런을 달성했다. 한일 통산으로는 559홈런이다.
- 6월 14일 두산 베어스 홍성흔이 우타자 최초로 2000안타를 달성했다.
- 8월 11일 NC 다이노스 내야수 에릭 테임즈가 한 시즌에서 두 번째 사이클링 히트를 기록하였다. 한 시즌에 두 번째 사이클링 히트를 기록하는 것은 KBO 리그 역사상 최초의 일이다. 참고로 2015년 시즌 에릭 테임즈의 첫 번째 사이클링 히트는 4월 9일에 있었다.
- 삼성 라이온즈는 5연속 정규리그우승을 하였다. 하지만 한국시리즈 직전 터진 주전급 투수 윤성환, 안지만, 임창용의 도박 파문으로 그들이 엔트리에서 제외되면서, 준플레이오프부터 기세가 남달랐던 두산 베어스가 4승 1패로 한국시리즈 우승을 하였다.

### 2016년
- 홈 충돌 방지 규정이 신설되어 홈에서의 포수의 움직임에 많은 제한을 받게 되었다.
- 삼성 라이온즈가 새 홈구장인 대구삼성라이온즈파크에서, 넥센 히어로즈가 새 홈구장인 고척 스카이돔에서 시즌을 시작했다.
- 한국시리즈 중립구장 규정이 폐지되고, 1-2차전과 6-7차전을 1위팀의 홈에서, 3-5차전을 플레이오프 승리팀의 홈구장에서 치르는 것으로 바뀌었다.
- KBO리그에서 사용되는 공인구를 한 회사에서 납품하게 하는 공인구 단일화가 실시되었다.
- 2016년 KBO리그 개막전은 2014년 최종순위 1~6위, 2~7위, 3~8위, 4~9위, 5위~kt 위즈 기준으로 개막전 경기를 하였다. 홈은 대진표 팀중 2014년에 순위가 더 높은 팀의 구장을 홈으로 사용한다. 두산:삼성(대구) 롯데:넥센(고척) KIA:NC(마산) 한화:LG(잠실) kt:SK(문학) 개막 3연전 경기가 펼쳐진다.
- 대한민국 프로야구 제10구단 KBO리그 2016시즌 개막전은 2016년 4월 1일 금요일 저녁 7시에 시작했다. 이는 2007년 시즌 이후 처음으로 개막 3연전이 편성되어 평일에 개막전이 개최되는 것이다. 4월 2일 토요일은 전일 야간 경기 관계로 오후 5시에 경기가 편성되고, 4월 3일부터 주말 경기가 오후 2시에 편성되었다.
- 2016 KBO 포스트시즌은 두산 베어스, NC 다이노스, 넥센 히어로즈, LG 트윈스, KIA 타이거즈가 진출하였다.
- 두산 베어스가 NC 다이노스를 상대로 4승을 거두며 한국시리즈 최소 실점인 2실점으로 우승했다.

### 2017년
- SK 와이번스는 구단 사상 첫 외국인 감독인 트레이 힐만 감독이 취임했다.
- 심판 합의 판정의 명칭이 비디오 판독으로 변경되었다.
- 스트라이크 존이 국제 규정에 맞추어 넓어지게 되었다.
- 2017 KBO 포스트시즌은 KIA 타이거즈, 두산 베어스, 롯데 자이언츠, NC 다이노스, SK 와이번스가 진출했다.
- KIA 타이거즈가 두산 베어스를 상대로 4승 1패 한국시리즈 우승을 차지하였다.

### 2018년
- NC 다이노스가 마지막으로 마산종합운동장 야구장을 홈구장으로 사용한 시즌이다. 2019 시즌부터는 창원NC파크를 홈구장으로 사용한다.
- kt 위즈가 구단 역사상 처음으로 최하위가 아닌 채로 시즌을 마감하였다.
- 2018년 KBO 포스트시즌은 두산 베어스, SK 와이번스, 한화 이글스, 넥센 히어로즈, KIA 타이거즈가 진출하였다. 한화 이글스는 2007년 포스트시즌 진출 후 11년만에 다시 진출했다.
- SK 와이번스가 두산 베어스를 상대로 4승 2패 한국시리즈로 꺾고 우승하였다.

### 2019년
- 넥센 히어로즈가 2018년 11월 16일에 키움증권과 5년 500억에 메인스폰서 계약을 함에 따라 구단명을 키움 히어로즈로 변경하였다.
- NC 다이노스가 새 홈구장인 창원NC파크에서 시즌을 시작했다.
- 6월 12일 LG 트윈스가 10회말 KBO 리그 사상 최초의 낫아웃 끝내기 승리를 하였다.
- 6월 20일 한화 이글스가 9회말에 6:7로 뒤졌으나 롯데 자이언츠의 낫아웃을 틈타 패배 위기에서 벗어났고, 이 틈에 이성열의 만루 홈런으로 인해 극적으로 끝내기 역전승을 거뒀다. 롯데 자이언츠 입장에서는 6월 12일에 이어 이번에도 스트라이크 낫아웃 수치를 2번이나 겪어야 했다.
- 두산 베어스가 5년 연속으로 한국시리즈에 진출하였다.
- 2019 KBO 포스트시즌은 두산 베어스, SK 와이번스, 키움 히어로즈, LG 트윈스, NC 다이노스가 진출하였다.
- 두산 베어스가 키움 히어로즈를 상대로 4승을 거두며 한국시리즈를 우승하였다.

## 2020년대

### 2020년
- 이 시즌은 코로나19 범유행으로 인해서 사상 최초로 무관중으로 5월 5일부터 KBO 리그를 치렀다. 7월 26일부터 8월 23일까지, 10월 13일부터 10월 31일까지 유관중으로 진행하였다.
- 5회 종료 이전에 우천이나 기타 사유로 경기를 진행할 수 없는 경우 일시정지경기로 처리하며 추후에 그 경기를 경기 중단 시점부터 다시 진행한다.[16]기록은 경기 중단 일자의 기록으로 남는다.
- 한화 이글스 한용덕 감독이 성적 부진을 이유로 자진사퇴하고 퓨처스 팀 감독이었던 최원호가 감독대행으로 선임된다.
- KIA 타이거즈는 구단 사상 첫 외국인 감독인 맷 윌리엄스 감독이 선임되었다.
- 롯데 자이언츠는 2019 시즌 키움 히어로즈 1군 수석코치였던 허문회를 새 감독으로 임명했다.
- 삼성 라이온즈는 2019 시즌 전력분석팀 팀장을 맡고있던 허삼영을 새 감독으로 임명했다.
- 키움 히어로즈는 2019 시즌 SK 와이번스 1군 투수코치였던 손혁을 새 감독으로 임명했으나 시즌 도중 성적 부진을 이유로 자진사퇴하고 퀄리티컨트롤코치이었던 김창현이 감독대행으로 선임되었다.
- 정규시즌 1위 결정전이 신설되었다. 정규시즌 1위가 2개 구단일 경우 와일드카드 결정전 전날 별도의 1위 결정전을 거행하기로 했다. 3개 구단 이상일 경우에는 기존대로 해당 구단 간 전적 다승, 다득점, 전년도 성적 순으로 순위를 결정한다.
- 현역 선수 엔트리는 27명 등록, 25명 출장에서 28명 등록 26명 출장으로 확대된다. 9월 1일부터 적용되는 확대 엔트리 인원도 32명 등록 30명 출장에서 33명 등록 31명 출장으로 1명씩 늘어난다.
- 부상자 명단 제도가 도입된다. 현역 선수로 등록돼 있는 선수가 정규 시즌 경기 또는 훈련 중 부상을 당할 경우 구단은 10일, 15일, 30일 중 택일해 부상자 명단 등재를 신청할 수 있으며, 최대 30일까지 가능하다. 부상자 명단 등재를 원할 경우 구단은 선수의 최종 경기 출장일의 다음 날부터 3일 이내에 신청서 및 구단 지정 병원에서 발급한 진단서를 제출해야 한다. 부상자 명단에 등재된 선수는 해당 기간 동안 현역 선수 등록이 말소되지만, 등록일 수는 인정받게 된다.
- 3피트 라인 위반 수비 방해와 관련해 위반 시 자동 아웃 적용을 폐지하고 타자 주자가 3피트 라인을 벗어남으로서 수비수와 충돌이나 실제 방해로 볼 수 있는 행위가 발생했을 경우 심판이 수비 방해 여부를 판단하기로 하고 심판의 판정에 이의가 있을 경우 비디오 판독을 신청할 수 있도록 했다.
- 심판 재량으로 1회에 한해 실시할 수 있던 비디오 판독 횟수는 폐지되고, 경기 스피드 업을 위해 비디오 판독 소요 시간은 5분에서 3분으로 단축된다.
- 외야수에 한해 허용하고 있는 경기 중 전력 분석 참고용 페이퍼(리스트 밴드) 사용과 관련해 그라운드에서는 투수를 제외한 모든 선수에게 확대 허용하고, 벤치에서는 투수 포함 모든 선수가 사용할 수 있도록 했다. 단, 해당 참고 자료의 규격에 대해 추후 실행위원회에서 규정을 마련해 결정하기로 했다.
- 1군 올스타전과 2군 올스타전이 코로나19 범유행으로 취소되었다.
- 정규 시즌 경기 개시 시간은 평일 오후 6시 30분, 토요일 오후 5시, 일요일 및 공휴일은 오후 2시이며, 날씨와 구단 마케팅 활성화 등을 위해 6월은 토요일·일요일 및 공휴일 오후 5시, 7월·8월은 토요일 오후 6시, 일요일 및 공휴일은 오후 5시 경기로 치러진다. 단, 개막 2연전은 오후 2시에 거행된다.
- 포스트시즌 제도와 관련해 정규 시즌 우승팀에게 홈 어드밴티지를 부여하기 위해 한국시리즈 홈 경기 편성을 2-3-2 방식에서 2-2-3 방식으로 변경했다. 이에 따라 정규 시즌 우승팀은 한국시리즈 1, 2, 5~7차전을 홈 구장에서 치르게 된다.
- 대표팀과 구단의 마케팅 권리 보호를 위해 용품 스폰서십 계약에 대한 선수단의 착용을 의무화하고 위반 시 제재 사항을 선수 계약서에 넣기로 했다.
- 포스트시즌이 11월 15일 이전에 끝나지 않을 경우, 이후 경기는 모두 고척스카이돔에서 치르게 된다.
- 2020 KBO 포스트시즌은 NC 다이노스, kt 위즈, 두산 베어스, LG 트윈스, 키움 히어로즈가 진출하였다. 그리고 kt 위즈가 창단 이후 KBO 포스트시즌에 처음 진출하였다.
- NC 다이노스가 루친스키, 라이트, 알테어 등 세 명의 외국인 선수와 신구조화로 두산 베어스를 4승 2패로 꺾고, 창단 첫 우승을 차지했다.

### 2021년
- SK 와이번스가 신세계그룹으로 매각 및 인수되어 SSG 랜더스라는 이름으로 변경되었다.
  - SK 와이번스는 2020 시즌 두산 베어스 1군 투수코치였던 김원형을 새 감독으로 임명했는데, 실제 활동은 SSG 랜더스에서 이뤄진다.
- LG 트윈스는 2020 시즌 LG 트윈스 1군 수석코치였던 유지현을 새 감독으로 임명했다.
- 키움 히어로즈는 2020 시즌 키움 히어로즈 1군 수석코치였던 홍원기를 새 감독으로 임명했다.
- 한화 이글스는 구단 사상 첫 외국인 감독인 카를로스 수베로 감독이 선임된다.
- 2021년 7월 12일 코로나 사태 악화로 KBO에서 7월 13일부터 8월 9일까지(올림픽 휴식기 포함) 리그 진행을 중단하기로 결정하였다.[17]
- 2021년 10월 31일 역사상 두번째 1위 결정전(타이 브레이크) 경기(kt 위즈 VS 삼성 라이온즈)가 개최되었고 이 경기에서 kt 위즈가 1 : 0으로 승리하면서 kt 위즈 구단 역사상 처음으로 리그 우승을 달성하였다.